# Pseudosaproecius cylindroides
Pseudosaproecius cylindroides är en skalbaggsart som beskrevs av D'orbigny 1908. Pseudosaproecius cylindroides ingår i släktet Pseudosaproecius och familjen bladhorningar. Inga underarter finns listade i Catalogue of Life.